# 沖縄県立普天間高等学校
沖縄県立普天間高等学校（おきなわけんりつふてんまこうとうがっこう）は、沖縄県宜野湾市普天間にある県立高等学校。

## 概要
1946年、コザ高等学校野嵩分教場として設立し、1948年に独立。1957年に現校名へと改称した。

## 校章
2本の交差するペンの上に「高」の字。2本のペンの意味は、沖縄戦により甚大な被害を受けた沖縄で、平和な社会を作るためには、一にも二にも教育（学問）が重要であるという意味がこめられている。

## 沿革
- 廃藩置県後から明治期頃に中頭郡役所および農業試験場として開設された。
- 1945年12月、野嵩収容地区に集められた旧制中学校の生徒を対象に、民家を利用して授業を開始した。まもなく、現在の宜野湾市消防本部横の広場に仮校舎が建てられた。
- 1946年3月28日：沖縄県立コザ高等学校野嵩分教場として設立した。
- 1948年3月28日：野嵩高等学校として独立。同年7月、現在の敷地に移転した。
- 1957年7月1日：普天間高等学校に改称しました。
- 1971年3月27日：第43回選抜高等学校野球大会に初出場し、2回戦に進出した。
- 1972年5月15日：本土復帰に伴い、沖縄県立普天間高等学校に改称した。

## 年間行事
- 4月：入学式、一学期始業式、一学期実力テスト、遠足、校医検診
- 5月：新入生歓迎球技大会、一学期中間テスト、高校総体推戴式
- 6月：平和集会、一学期期末テスト
- 7月：リーダー研修、インターンシップ（１年生）、一学期修了式
- 8月：夏休み、夏期講座（必修講座・希望講座）
- 9月：二学期始業式、二学期実力テスト、文化祭、体育祭、舞台祭（この3つは3年に一回ずつ）
- 10月：二学期中間テスト、芸術鑑賞
- 11月：新人大会激励式、自然観察実習（1年生）
- 12月：二学期期末テスト、ボキャブラリーコンテスト、二学期修了式
- 1月：三学期始業式、大学入試センター試験
- 2月：予餞会、学年末テスト（1・2年生）
- 3月：卒業式、合唱コンクール、三学期修了式

## アクセス

### 路線バス
| 運行事業者   | 路線・系統                            | 下車停留所        |
| ------------ | ------------------------------------- | ----------------- |
| 那覇バス     | 25番                                  | 普天間、徒歩1分。 |
| 琉球バス交通 | 21番/23番/223番/88番/90番/190番/110番 | 普天間、徒歩1分。 |
| 沖縄バス     | 27番/80番/227番/52番/61番/77番        | 普天間、徒歩1分。 |
| 東陽バス     | 31番                                  | 普天間、徒歩1分。 |

## 出身著名人
- 喜納昌吉 - 音楽家、元参議院議員。
- 麗美 - シンガーソングライター。
- 池間誠 - 経済学者。一橋大学名誉教授。
- 安次富修 - 政治家。元衆議院議員。
- 仲間リサ - タレント。モデル。
- UTA（Glean Piece） - レゲエ歌手。
- 比嘉梨乃 - タレント、アイドル。
- 佐喜眞淳 - 宜野湾市市長。
- 伊波洋一 - 参議院議員、元宜野湾市市長。
- 金城拓真 - 実業家。
- 與那原大剛 - プロ野球選手。読売ジャイアンツ所属。
- 又吉イエス - 政治活動家。
- 元山仁士郎 - 政治活動家、法政大学沖縄文化研究所奨励研究員。
- A.rik - パフォーマンスユニット『円神』のメンバー。Showtitle所属。
- 大屋あゆみ -  よしもとエンタテインメント沖縄（吉本興業の子会社）所属のピン芸人。